# Alice Neel
Alice Neel, född 28 januari 1900 i Merion Square i Montgomery County, Pennsylvania, död 13 oktober 1984 i New York, var en amerikansk porträttmålare.
Alice Neel växte upp i småstaden Colwyn i Pennsylvania. Efter skolutbildning arbetade hon som kontorist i tre år, innan hon påbörjade konststudier vid Philadelphia School of Design for Women. Efter avslutad konstutbildning gifte sig Alice Neel 1925 med den kubanske konstnären Carlos Enríquez Gómez och flyttade till Havanna påföljande år. Där umgicks hon i avant-gardekretsar av unga författare, artister och musiker och utvecklade ett politiskt medvetande och jämlikhetssträvan.
År 1926 födde hon dottern Santillana, återvände till föräldrahemmet i Colwyn och flyttade senare med sin man till New York. Dottern dog där innan hon fyllt ett år, vilket satte spår i hennes konstnärliga produktion under resten av livet. En andra dotter, Isabetta, föddes 1928. Mannen Carlos Enríquez återvände till Kuba 1930 med dottern Isabetta. Alice Neel fick ett psykiskt sammanbrott och vårdades under över ett års tid på sjukhus. Efter att ha återvänt till New York, ägnade hon sig åt porträttmåleri och avporträtterade artister, intellektuella och vänsterpolitiker i sin vänkrets.
År 1939 födde Alice Neel en son, Richard Jose Santiago, och flyttade till Spanish Harlem i New York.
Alice Neel födde 1941 sin andra son, Hartley. Under 1940-talet illustrerade hon den kommunistiska tidskriften Masses & Mainstream och fortsatte göra porträtt av vänner och grannar. Hon hade under 1940-talet en enda utställning, år 1944.
År 1959 spelade hon mot Allen Ginsberg i Robert Franks beatnik-film Pull My Daisy.
Mot slutet av 1960-talet ökade intresset för Alice Neels konst. Hon blev också en feministisk förgrundsfigur. År 1970 fick hon uppdrag av Time Magazine att måla feministen Kate Millett för en omslagsbild. 1974 ordnade Whitney Museum of American Art en retrospektiv utställning med hennes verk. Vid mitten av 1970-talet hyllades Alice Neel som en betydande amerikansk målare och hon mottog 1979 av president Jimmy Carter belöningen National Women’s Caucus for Art Award for Outstanding Achievement.